# Enzo Cormann

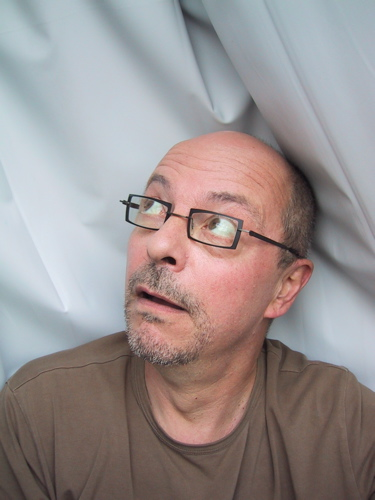
Autorretrato de Enzo Cormann

Enzo Cormann (Sos, 1953) es un escritor francés, que sobre todo ha escrito piezas teatrales. Además, enseña dramaturgia en la Escuela nacional superior de artes teatrales (Lyon).

## El teatro de Cormann
Enzo Cormann, nacido en 1953, autor, director y actor en el campo teatral, es además  compositor. Hoy es uno de los autores más destacados de la dramaturgia francesa actual; pero además, buena parte de su obra ha sido traducida, y sobre todo, representada en diversas lenguas. Dirige el departamento de escritura dramática en «L’Ecole nationale supérieure des arts et techniques du spectacle», en Lyon.
Su teatro está basado en lo que se ha denominado el "humanismo" del instante dramático. En una época de abuso de los nuevos medios, fríos y homogéneos, resalta su postura poética contra la mediatización opresiva y monocolor, así como contra las políticas infantilizadoras. Cormann apela a la reunión teatral que requiere un espacio concreto, formado por actores y público; es un modo de resistirse a la virtualización del colectivo y del intercambio, de recobrar la fuerza inveterada de la acción dramática que tiene lugar en un momento y en un lugar dados.
Así en Credo, una mujer dañada habla y expone una pasión fantasmagórica a través de fragmentos de sucesos; ofrece un puzle de dobles sentidos, lleno de extravíos. 

## Obras
- Berlin, ton danseur est la mort, 1981 Éditions théâtrales (corregido en  2006)
- Credo, seguido de Le rôdeur, Minuit, 1982
- Noises, Théâtre Ouvert, 1984
- Sang et eau, Minuit, 1986.
- Le roman Prométhée, Actes Sud/Papiers, 1986.
- Palais Mascotte, Ed. Autrement, 1987.
- Sade, Concert d'enfers, Minuit, 1989.
- Mingus, Cuernavaca, Deyrolle, 1991.
- Takiya! Tokaya!, Minuit, 1992.
- La Plaie et le couteau, Minuit, 1993 (tumba de Gilles de Raie).
- Diktat, Minuit, 1995.
- Toujours l'orage, Minuit, 1997.
- Cairn, Minuit, 2003.
- A quoi sert le théâtre?, Les Solitaires Intempestifs, 2003, ensayo.
- Mingus, Cuernavaca, Editions Rouge Profond, 2003, 'jazz poem'.
- La révolte des anges, Minuit, 2004.
- Le Testament de de Vénus, Gallimard, 2006, novela.
- L'Autre, Minuit, 2006.
- Surfaces sensibles, Gallimard, 2007, novela.
- Le Jeu d'histoires libres, L'Arche, 2009, con Fabrice Melquiot y Pauline Sales.
- Vita Nova Jazz, Gallimard, 2011.